# Eltolás

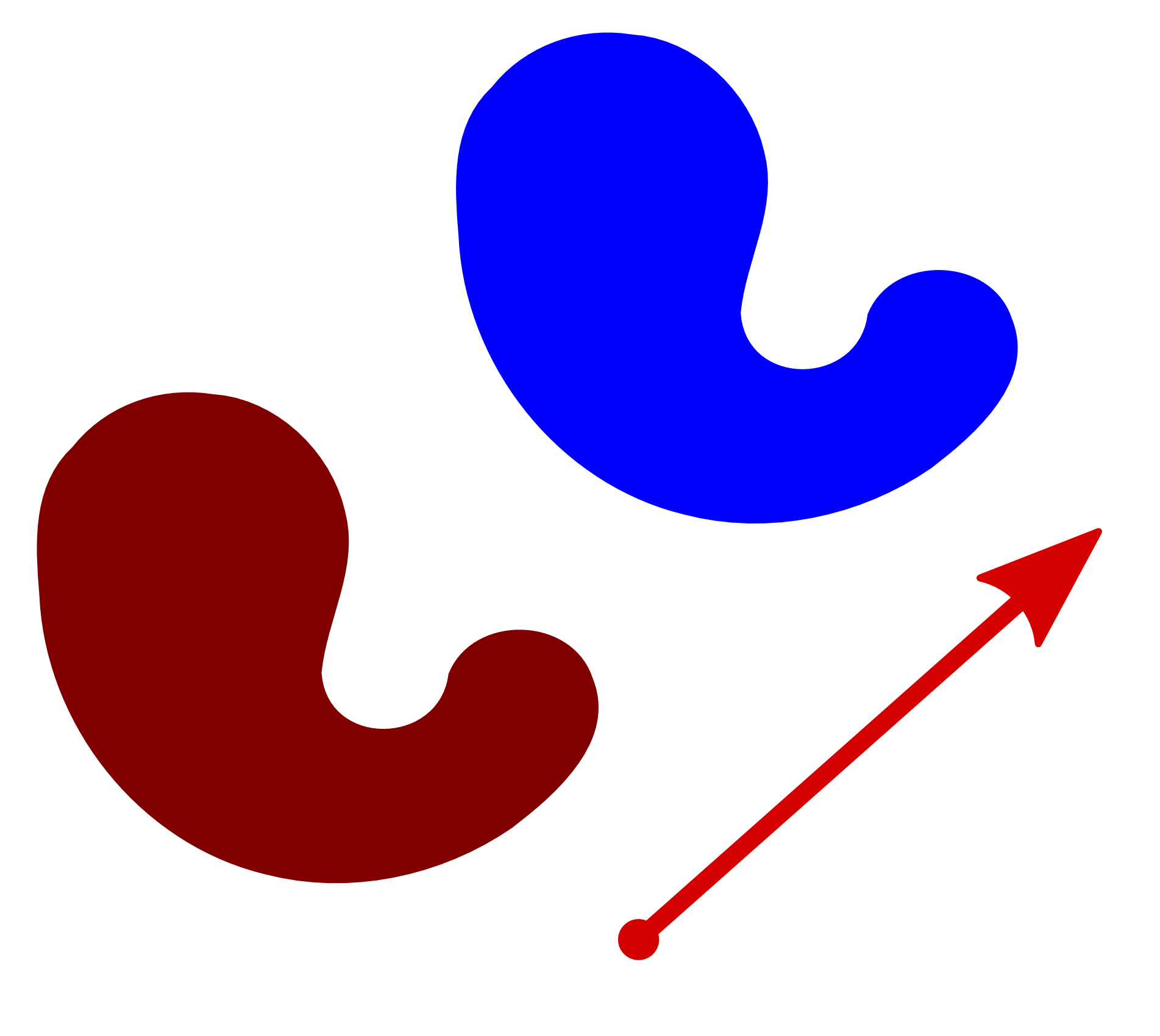
Eltolás

A geometriában az eltolás az egybevágósági transzformációk közé tartozik. Ha a sík vagy a tér minden pontjának képe ugyanabban az irányban, ugyanakkora távolságban fekszik, akkor a transzformáció eltolás. Ha adva van a {\displaystyle v} vektor, akkor a vele való eltolásban minden {\displaystyle P} pont {\displaystyle P'} képére teljesül, hogy a {\displaystyle {\overrightarrow {PP'}}} vektor egyenlő {\displaystyle v}-vel. Az identitás is felfogható eltolásnak; ekkor az eltolásvektor a nullvektor.

## Tulajdonságok
- antiszimmetria
- nincs fixpontja, kivéve, ha identitás
- az eltolás irányával párhuzamos egyenesek, síkok invariánsak
- az egyenesek, síkok, … párhuzamosak képükkel
- megtartja a körüljárási irányt
- több egymás utáni eltolás szorzata egy eltolással helyettesíthető
- előáll két, az eltolás irányára merőleges tengelyű (síkra) tükrözés szorzataként, amely tengelyek (síkok) távolsága egyenlő az eltolási vektor hosszának felével
- a síkban eltolás és forgatás szorzata forgatás; a térben csavarmozgás
- egy adott sík vagy tér forgatásai csoportot alkotnak
- az eltolás inverze az ellentett vektorral vett eltolás
- megadható eltolásvektorral vagy (pont, pont képe) párral

## Algebra
Az n-dimenziós tér eltolásai Abel-csoportot alkotnak, amiben a művelet az eltolások egymás utáni elvégzése. Ebben a csoportban a kompozíciós (○) helyett inkább az additív (+) jelölést használják, mert így elmondható, hogy az eltolások összegének vektora az összeadandó eltolások vektorainak összege.
Több is igaz. Az n dimenziós {\displaystyle \mathbb {K} } test fölötti vektortér eltolásai mint leképezések vektorteret alkotnak az összeadás és a skaláris szorzás műveleteivel, hiszen egy eltolási leképezést megfeleltethetünk az eltolási vektorának. Ezért az eltolások mint leképezések halmazának struktúrája az irányított szakaszok osztályainak struktúrájával ekvivalens: vektortér, ahol a skalárok a {\displaystyle \mathbb {K} } test elemei. Ennek a vektortérnek a dimenziója n, ugyanúgy, mint a kiindulási vektortéré.
Fontos megjegyezni, hogy valódi eltolás nem lineáris leképezés, mert a nullvektort nem hagyja helyben.

### Eltolás homogén koordinátákban
Ha a derékszögű koordinátákhoz hozzáveszünk még egy koordinátát, és azonosnak tekintjük azokat a pontokat, amik skalárszorosai egymásnak. Tehát homogén koordinátákban {\displaystyle [x_{0}:x_{1}:...:x_{n}]=[\lambda x_{0}:\lambda x_{1}:...:\lambda x_{n}]}.
A homogén koordináták használatával
- kezelhetővé válik az n dimenziós tér projektív lezártja
- a geometriai transzformációk mátrixszorzással hajthatók végre: egységesen lehet kezelni az eltolást és a lineáris leképezéseket
- a transzformációk több dimenzióra is általánosíthatók
- több transzformáció egymásutánja a megfelelő mátrixok szorzatával helyettesíthető

Mindezekkel csökken a számítási igény, ami fontos például a képalkotásban.
Három dimenzió esetén az eltolás homogén koordinátákban megadott mátrixa így néz ki:
{\displaystyle T_{\mathbf {v} }={\begin{bmatrix}1&0&0&v_{x}\\0&1&0&v_{y}\\0&0&1&v_{z}\\0&0&0&1\end{bmatrix}}.\!}
ahol {\displaystyle v_{x},v_{y},v_{z}} rendre a v eltolásvektor x,y,z koordinátája.
A képalkotó eljárásokban balról szokták szorozni a mátrixokat: ha az A mátrixot szorozzák az x vektorral, akkor az {\displaystyle xA} szorzatot veszik. Ezért az eltolásvektor koordinátái az utolsó sorba kerülnek:
{\displaystyle T_{\mathbf {v} }={\begin{bmatrix}1&0&0&0\\0&1&0&0\\0&0&1&0\\v_{x}&v_{y}&v_{z}&1\end{bmatrix}}.\!}
A sík eltolásai reprezentálhatók a komplex számok összeadásával, a tér eltolásai pedig a kvaterniók segítségével.